# Рогинь
Рогинь (бел. Рагінь) — агрогородок в Буда-Кошелёвском районе Гомельской области Белоруссии. Административный центр Рогинского сельсовета.

## География

### Расположение
В 22 км на северо-восток от районного центра и железнодорожной станции Буда-Кошелёвская (на линии Жлобин — Гомель), 68 км от Гомеля.

### Гидрография
Река Чечёра (приток реки Сож).

## Транспортная сеть
Транспортные связи по просёлочной дороге, а затем по шоссе Довск — Гомель. Планировка состоит из прямолинейной улицы, ориентированной с юго-запада на северо-восток, к центру которой присоединяется с востока короткая улица с переулком и с юга — две изогнутые короткие улицы. Застройка двусторонняя, преимущественно деревянными домами усадебного типа.

## История
По письменным источникам известна с XVI века как деревня в Речицком повете Минского воеводства Великого княжества Литовского. После 1-го раздела Речи Посполитой (1772 год) в составе Российской империи. В 1816 году владение Дерноловичей. В 1845 году помещик С. В. Дернолович имел 5012 десятин земли, водяную мельницу, сукновальню и трактир. В 1848 году владение помещицы Е. Быковской. В 1863 году построено здание и начались занятия в народном училище (в 1889 году 45 учеников). Работала сукновальня. В 1886 году Свято-Николаевская церковь, школа, мастерская по обработке кож, в Меркуловичской волости Рогачёвского уезда. С 1895 года работала винокурня. По переписи 1897 года находились: в селе — церковь (деревянная), народное училище (В 1907 году 66 учеников), хлебозапасный магазин (с 1884 года), лавка, трактир, в фольварке — винокурня, водяная мельница. С 1911 года при школе работала библиотека.
В декабре 1917 года в село ворвались около 200 улан польского корпуса И. Р. Довбор-Мусницкого. Для борьбы против интервентов был создан местный боевой отряд (начальник К. Р. Новиков). В начале 1920-х годов в фольварке организован колхоз «Красный флаг», а позже — совхоз «Рогинь».
С 20 августа 1924 года центр Рогинского сельсовета Буда-Кошелёвского района Бобруйского, с 27 октября 1927 года до 26 июля 1930 года Гомельского округов, с 20 февраля 1938 года Гомельской области.
В 1930 году организован колхоз «Власть Советов», имелись винокурня, торфаразработочная артель, нефтяная мельница, 2 кузницы, столярная мастерская, маслосыроварня, врачебный участок, изба-читальня. В 1938-58 годах работала МТС. Во время Великой Отечественной войны техника МТС и оснащение спиртзавода были эвакуированный в советский тыл. В ноябре 1943 года в боях за освобождение деревни погибли 301 советский солдат и 3 партизана (похоронены в братской могиле около школы). На фронтах и в партизанской борьбе погибли 332 земляка. В память о погибших в 1962 году в центре деревни установлена скульптурная группа. В 1959 году центр совхоза «Рогинь». Работают спиртзавод, винзавод, лесопилка, швейная мастерская, средняя школа, Дом культуры, библиотека, детский сад, больница, отделение связи, столовая, 3 магазина. Имеется парк.
В состав Рогинского сельсовета входил до 1929 года в настоящее время не существующий посёлок Культурный.

## Население

### Численность
- 2018 год — 538 жителей.

### Динамика
- 1816 год — 28 дворов, 116 жителей.
- 1848 год — 45 дворов.
- 1886 год — 79 дворов, 583 жителя.
- 1897 год — 134 двора, 932 жителя; в фольварке — 12 дворов, 60 жителей (согласно переписи).
- 1925 год — 185 дворов.
- 1959 год — 1484 жителя (согласно переписи).
- 2004 год — 330 хозяйств, 782 жителя.

## Культура
- Краеведческий музей ГУО "Рогинская средняя школа Буда-Кошелёвского района" (1986)

## Достопримечательность
- Братская могила (1943) —  Историко-культурная ценность Республики Беларусь, шифр 313Д000137
- Памятник землякам, погибшим в период Великой Отечественной войны
- Бровар. На данный момент бровар разрушен. Остались кирпичи и фрагменты стен с штукатуркой

## Галерея

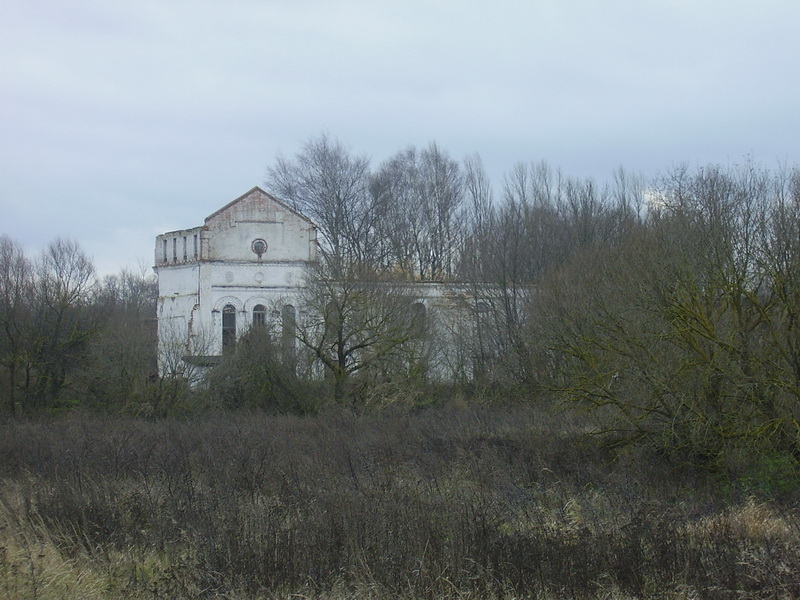
Бровар
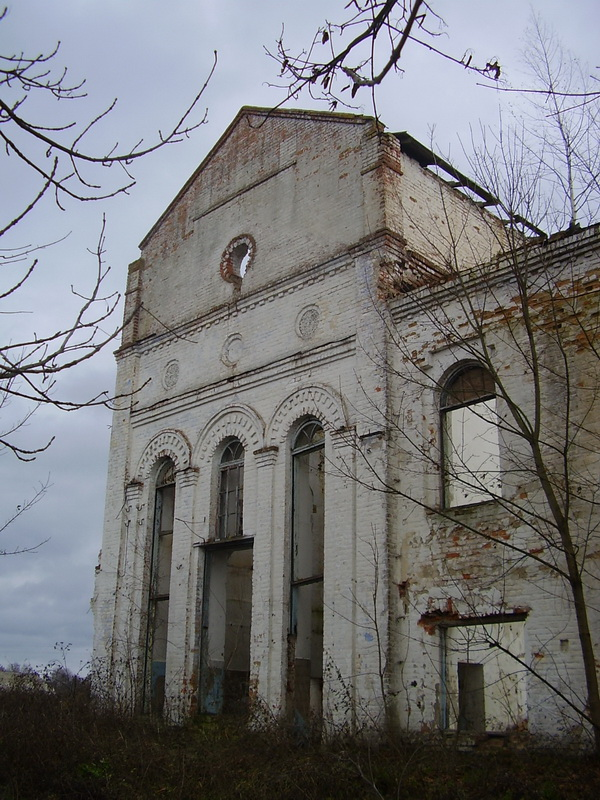
Бровар

## Известные уроженцы
- И. И. Дзержинский — Герой Социалистического Труда.
- В. А. Жуков — Герой Социалистического Труда.